# Гуляко, Леонид Павлович
Леонид Павлович Гуляко (бел. Леанід Паўлавіч Гуляка; род. 1 ноября 1949 году, д. Межная Слобода Клецкого района Минской области, Белорусская ССР, СССР) — белорусский государственный деятель. Заслуженный деятель культуры Республики Беларусь (2017).

## Биография

### Образование
В 1971 году окончил Минский государственный педагогический институт им. А. М. Горького.
В 1990 году — окончил Минскую высшую партийную школу.
В 1997 году — окончил Академию управления при Президенте Республики Беларусь.

### Карьера в СССР
В 1971—1977 годах — методист Государственной библиотеки БССР, инспектор, старший инспектор библиотечной инспекции Министерства культуры БССР, помощник министра культуры БССР.
С 1977 года работал в Аппарате Совета Министров БССР: старший референт, заведующий сектором, заместитель заведующего отделом просвещения, здравоохранения и культуры, заместитель начальника Управления по делам социально-культурного комплекса.

### Карьера в Республике Беларусь
В 1992—1994 годах — заместитель Министра культуры Беларуси, заместитель Министра культуры и печати Беларуси.
В 1994 году — заведующий секретариатом Заместителя Премьер-министра Беларуси.
С 19 сентября 1995 года — начальник управления образования, науки, культуры, здравоохранения Аппарата Кабинета Министров Беларуси.
С 1998 годуа — начальник управления социально-культурной политики аппарата Совета Министров Беларуси.
С 21 декабря 2000 года по 22 декабря 2005 года — Министр культуры Беларуси.
С 29 декабря 2005 года по 27 октября 2006 года — Председатель Комитета по делам религий и национальностей при Совете Министров Беларуси.
С 27 октября 2006 года по 21 декабря 2020 года работал Уполномоченным по делам религий и национальностей Беларуси.

## Награды и звания
- Медаль «За трудовые заслуги» (2 ноября 2009)[7].
- Заслуженный деятель культуры Республики Беларусь (2 декабря 2016)[8].
- Почётная грамота Совета Министров Республики Беларусь (25 октября 1999)[9].
- Почётная грамота Совета Министров Республики Беларусь (28 февраля 2002)[10].
- Орден святого равноапостольного великого князя Владимира III степени (РПЦ, 2013 год)[11].